# Avenida 40
La Avenida 40 es una de las avenidas más importantes del municipio de San Francisco, del estado de Zulia (Venezuela). La avenida está ubicada en la parroquia San Francisco, parroquia capital del municipio homónimo. 
Considerada uno de los principales centros comerciales del municipio, así como también uno de sus puntos turísticos más característicos.Debido a la gran cantidad de comercios e instituciones educativas y bancarias que se encuentran en ella es transitada diariamente por miles de personas provenientes de todo el municipio, suele tener embotellamientos de tráfico.
Además, la avenida es un importante eje vial de la ciudad, que conecta otras importantes calles como la calle 158 (Urbanización San Francisco), la calle 171 y la calle 165 (ubicadas en la Urbanización Coromoto), y la calle 22 (ubicada en el Barrio San Ramón).

## Características
Esta avenida tiene dos canales por sentido de circulación; dos redomas y dos semáforos para el control del tránsito.

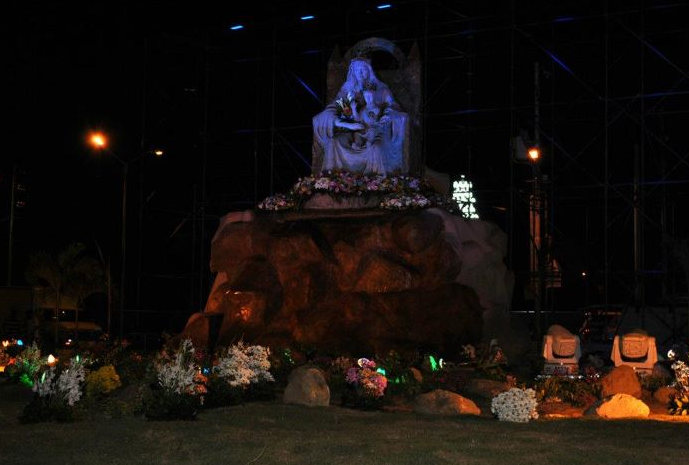
Monumento a la Virgen de Coromoto.

Cuenta a lo largo de su recorrido con restaurantes, supermercados, dos panaderías, entre otros comercios, además de dos instituciones.
Tiene una Longitud de 1,9 Kilómetros.
Al final de la avenida se encuentran los edificios de la Villa Bolivariana , los cuales tienen 9 pisos de altura , cabe destacar que son los edificios residenciales más altos del Municipio San Francisco.

## Galería

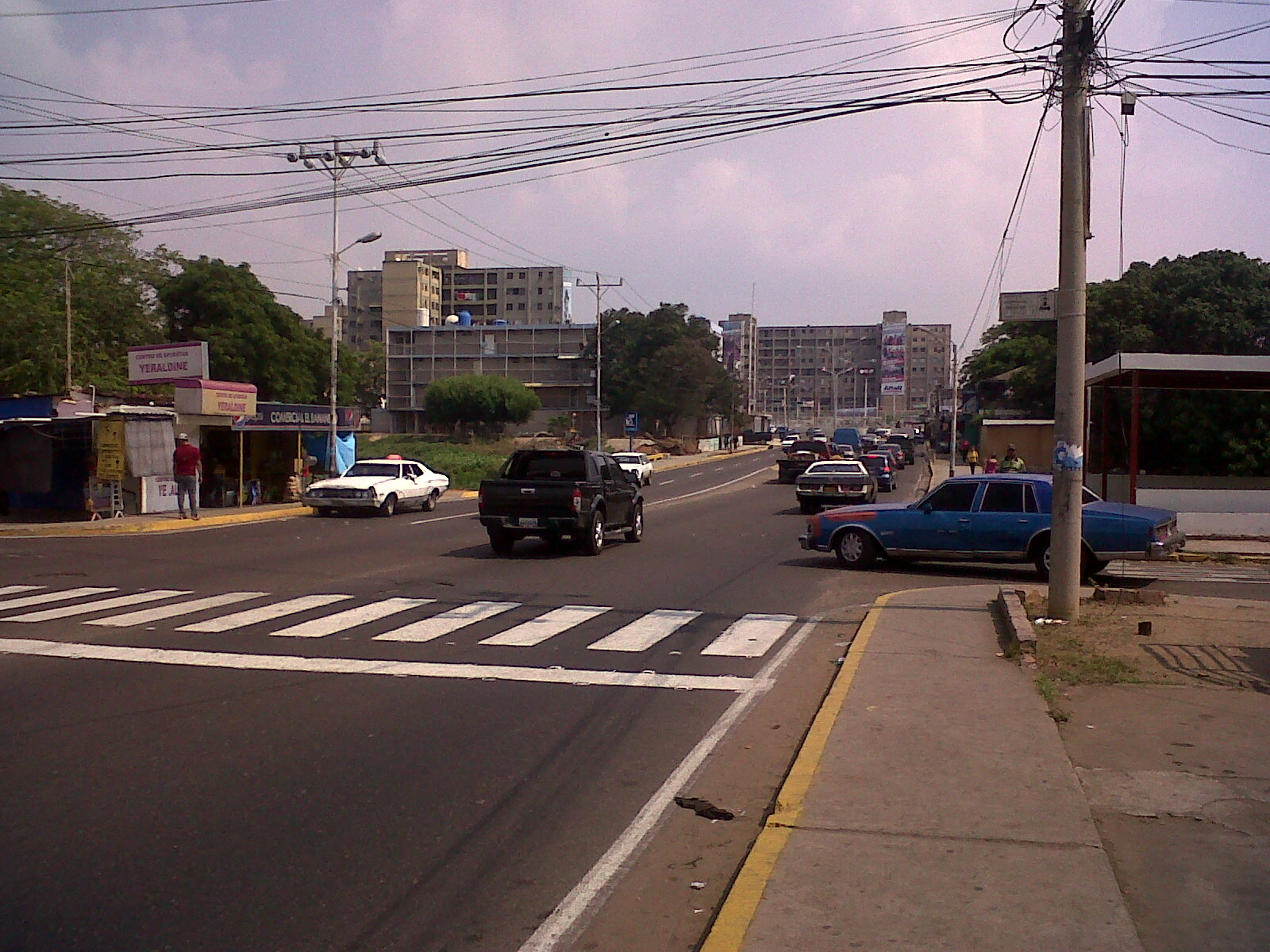
Cerca de la frutería

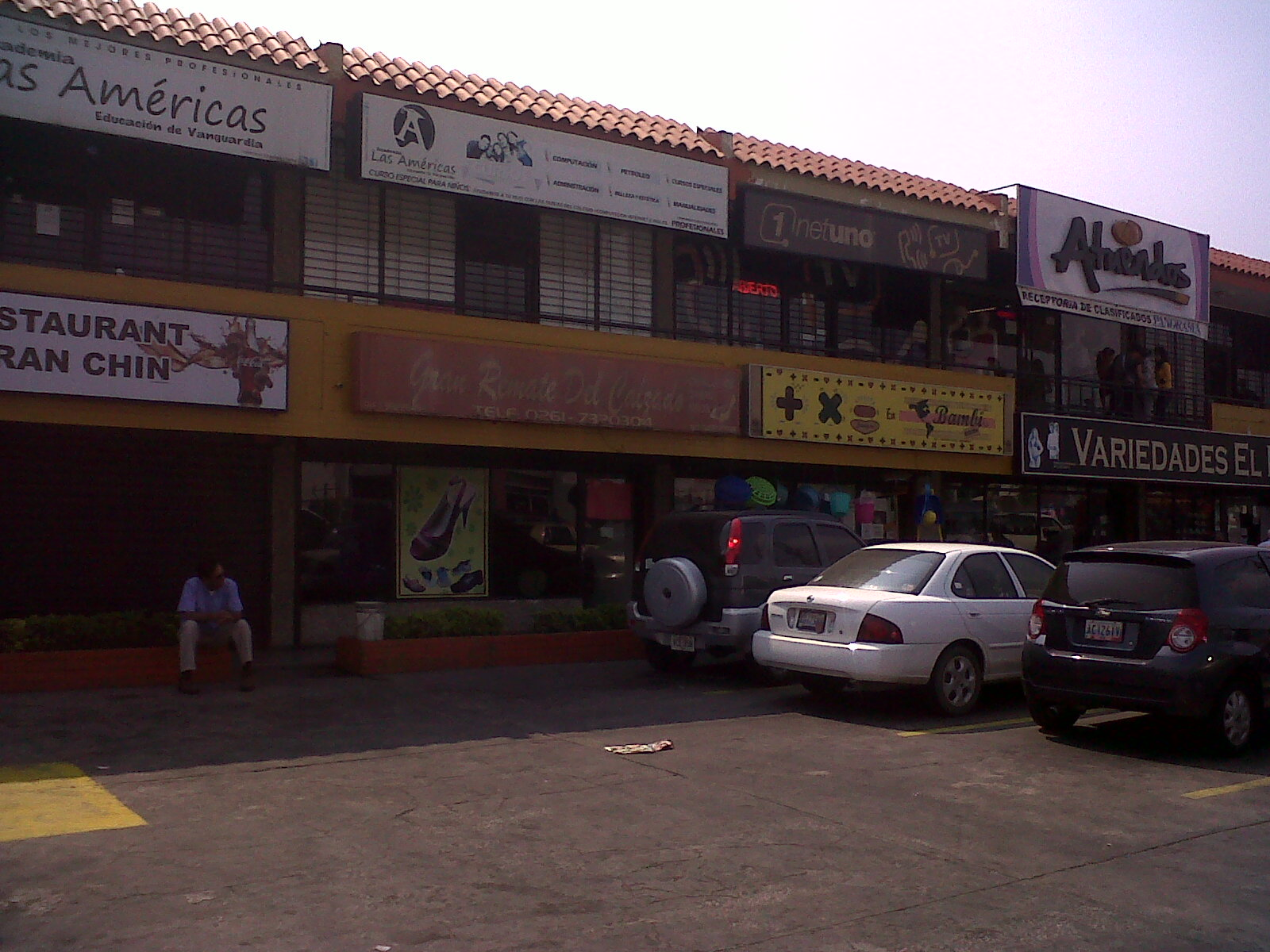
Av 40

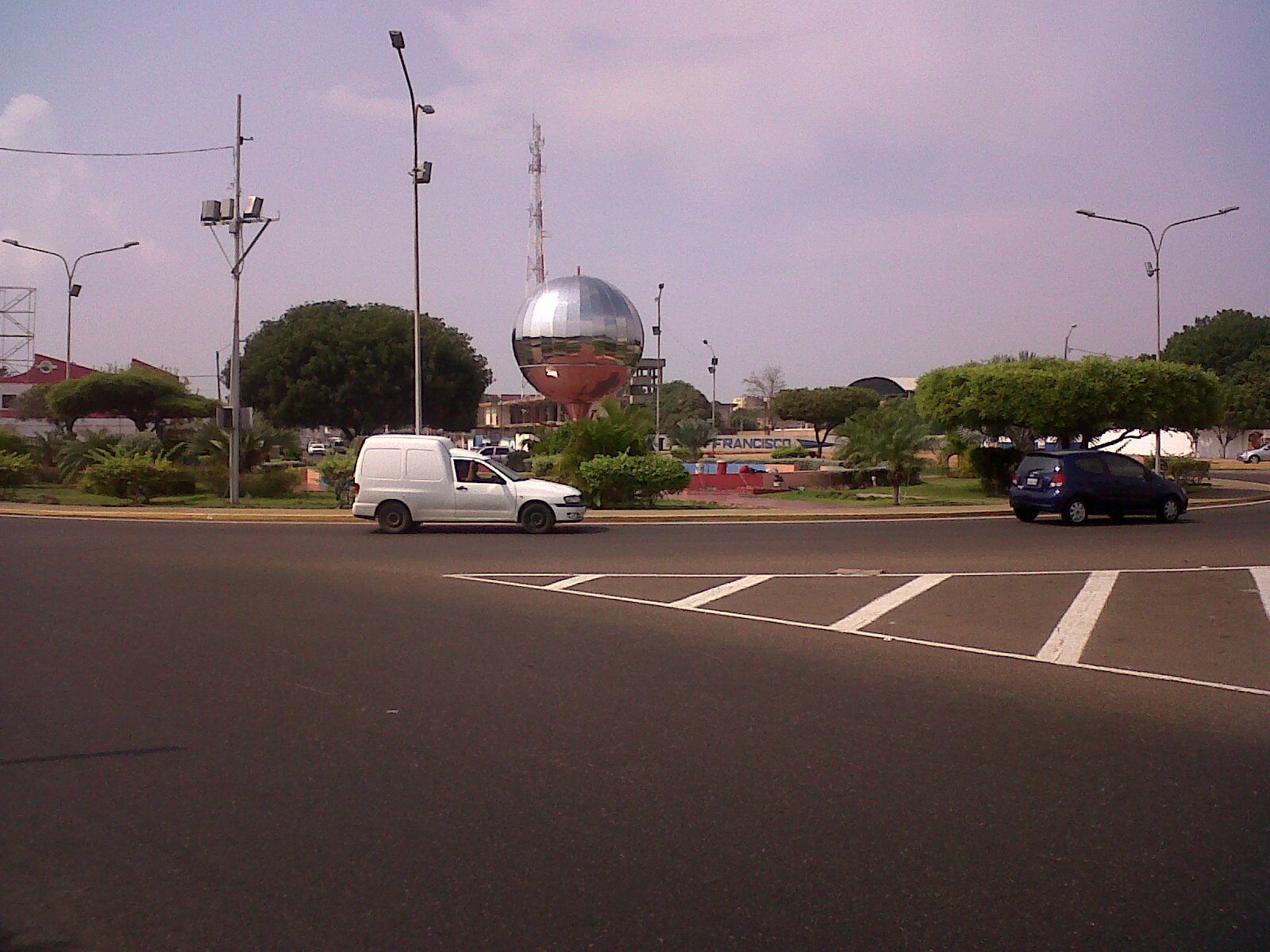
Redoma de agua

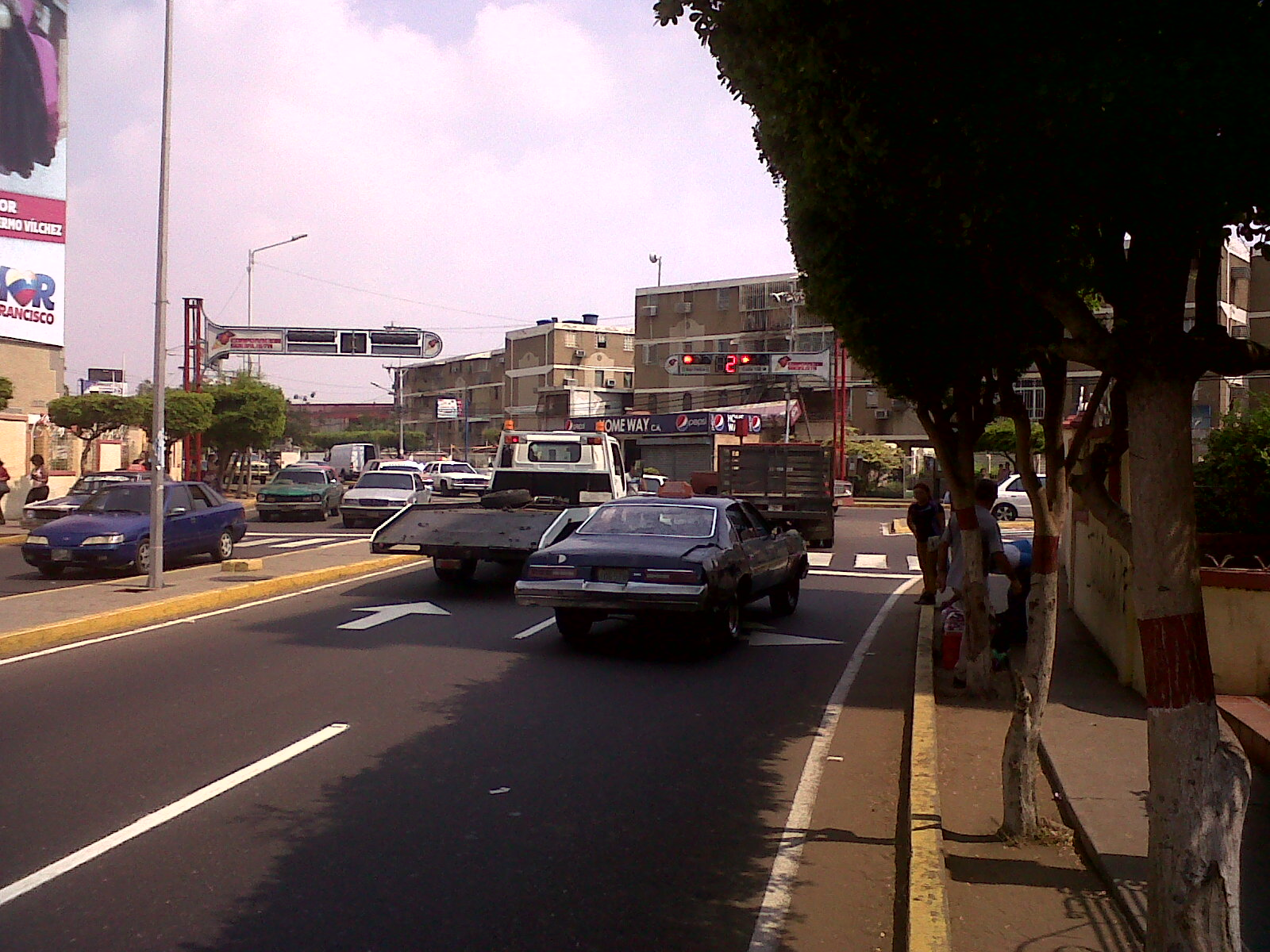
Fin de la avenida 40

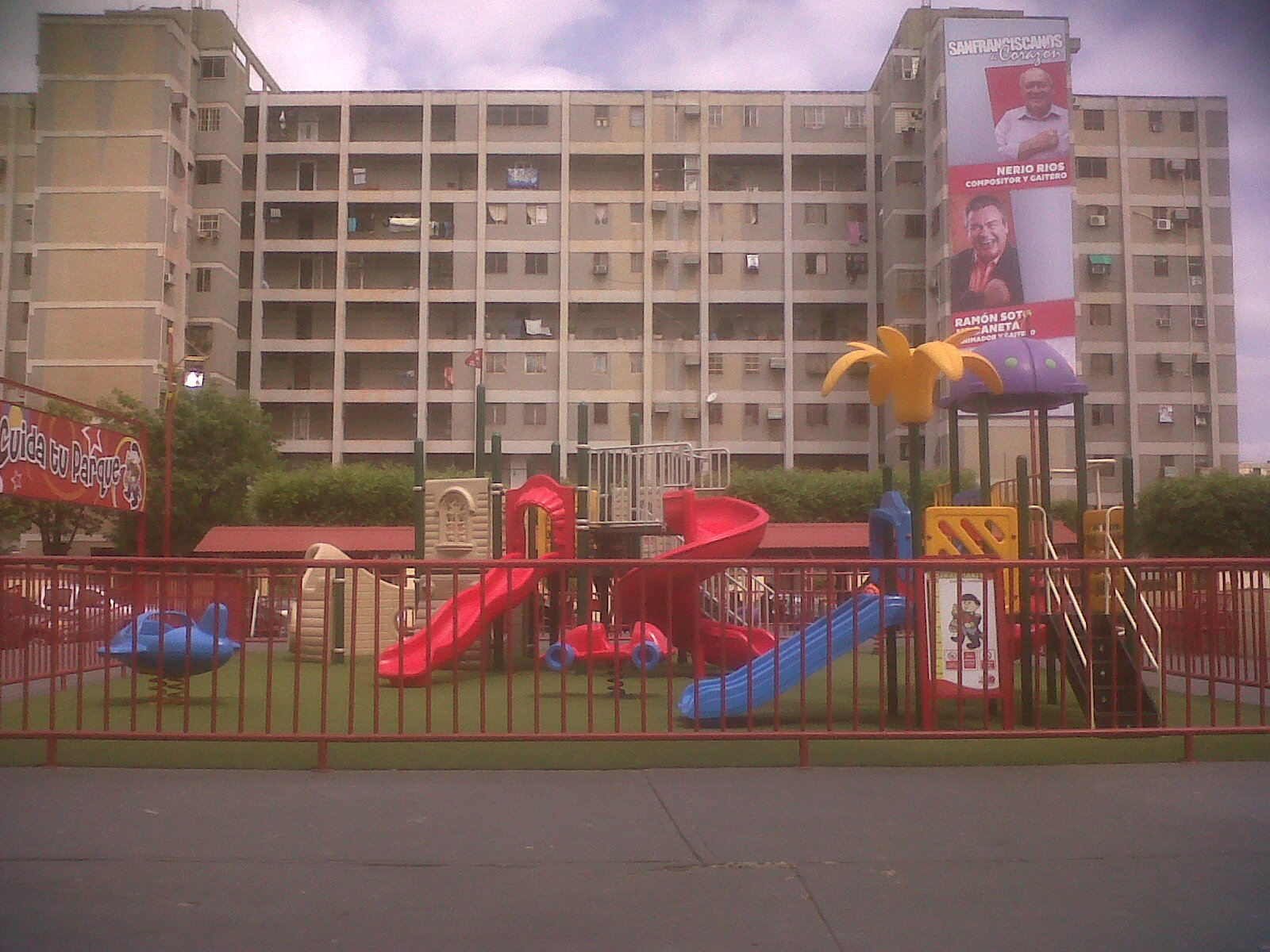
Villa bolivariana

- Datos: Q5713266